# Бургињон су Монбавен
Бургињон су Монбавен (фр. Bourguignon-sous-Montbavin) насеље је и општина у североисточној Француској у региону Пикардија, у департману Ен (Пикардија) која припада префектури Лаон.
По подацима из 2011. године у општини је живело 140 становника, а густина насељености је износила 72,92 становника/km². Општина се простире на површини од 1,92 km². Налази се на средњој надморској висини од 193 метара (максималној 182 m, а минималној 70 m).

## Демографија
| 1962. | 1968. | 1975. | 1982. | 1990. | 1999. | 2011. |
| ----- | ----- | ----- | ----- | ----- | ----- | ----- |
| 105   | 108   | 110   | 141   | 147   | 121   | 140   |

График промене броја становника у току последњих година